# Stathmopoda margabim
Stathmopoda margabim is een vlinder uit de familie Stathmopodidae. De wetenschappelijke naam van deze soort is voor het eerst geldig gepubliceerd in 1995 door Viette.
De soort komt voor in tropisch Afrika.